# Melanargia halimedina
Melanargia halimedina är en fjärilsart som beskrevs av Felix Bryk 1946. Melanargia halimedina ingår i släktet Melanargia och familjen praktfjärilar. Inga underarter finns listade i Catalogue of Life.